# 20351 Kaborchardt
A 20351 Kaborchardt (ideiglenes jelöléssel 1998 HN127) a Naprendszer kisbolygóövében található aszteroida. A LINEAR projekt keretében fedezték fel 1998. április 18-án.